# 腓特烈三世 (黑森-洪堡)
腓特烈三世（德語：Friedrich III.，1673年5月19日—1746年6月8日），黑森-洪堡伯爵，1708年至1746年在位。

## 家庭
1700年，腓特烈與黑森-達姆施塔特伯爵路德維希六世的女兒伊莉莎白·多蘿西亞結婚，兩人共有兩個兒子：
1. 路德維希·格魯諾（英语：Ludwig Gruno of Hesse-Homburg）（1705年—1745年）
2. 約翰·卡爾（德语：Johann Karl von Hessen-Homburg）（1706年—1728年）

伊莉莎白·多蘿西亞於1721年去世。1728年，腓特烈與拿騷-奧特韋勒的克莉絲汀·夏洛特結婚，兩人沒有子女。